# Håndbold under sommer-OL 1992
Håndbold under sommer-OL 1992 afholdtes i Barcelona, Spanien fra 27. juli til 8. august 1992. Der deltog tolv herrehold og otte kvindehold. Herrernes turnering blev vundet af SNG, mens kvindernes turnering blev vundet af Sydkorea.

## Placeringer

### Mænd
| Plads  | Hold            |
| ------ | --------------- |
| Guld   | SNG             |
| Sølv   | Sverige         |
| Bronze | Frankrig        |
| 4.     | Island          |
| 5.     | Spanien         |
| 6.     | Sydkorea        |
| 7.     | Ungarn          |
| 8.     | Rumænien        |
| 9.     | Tjekkoslovakiet |
| 10.    | Tyskland        |
| 11.    | Egypten         |
| 12.    | Brasilien       |

### Kvinder
| Plads  | Hold     |
| ------ | -------- |
| Guld   | Sydkorea |
| Sølv   | Norge    |
| Bronze | SNG      |
| 4.     | Tyskland |
| 5.     | Østrig   |
| 6.     | USA      |
| 7.     | Spanien  |
| 8.     | Nigeria  |